# Mega (webová stránka)
Mega je služba pro sdílení souborů a nástupce Megauploadu. Založil ji přesně rok a den od vypnutí MegaUploadu, který obsahoval miliony pirátských souborů, Němec Kim Dotcom (původním jménem Kim Schmitz). Mega má být podle Dotcoma silnější, bezpečnější a nezničitelný. Obsah sdílených souborů je šifrován a vlastník webu k nim nemá žádný přístup, takže se vyhne odpovědnosti za obsah souborů. Navíc mají mít podle Dotcoma autoři obsahu chráněného copyrightem právo ho mazat sami, pokud na webu narazí na nelegálně sdílené soubory se šifrovacími klíči. Výměnou za to se zavážou, že Mega nebudou žalovat.
Na začátku roku 2015 spustil Mega svoji šifrovací službu MegaChat, která je přímým konkurentem Skypu. MegaChat se prezentuje tím, že na rozdíl od Skypu není donucen sdílet informace a přístupy s žádnou vládní agenturou.

## Šifrování dat
Data ve službách Mega jsou end-to-end šifrována na straně klienta pomocí algoritmu AES. Protože Mega nezná šifrovací klíče k nahraným souborům, nemůže dešifrovat a zobrazit obsah. Nemohou tedy nést odpovědnost za obsah nahraných souborů. Šifrováním souborů může MEGA spolupracovat s větším počtem společností provozujících data po celém světě, čímž se snižuje pravděpodobnost zabavení serverů jednou vládou ve stylu Megaupload. MEGA také využívá technologii CloudRAID, což znamená, že soubory jsou rozděleny do zhruba stejně velkých částí a uloženy v různých zemích. Ukládají také další část v ještě jiné zemi a zaznamenávají, zda je počet bitů "1" na určité pozici ve všech částech sudý nebo lichý. To znamená, že uživatelé mohou rekonstruovat data, i když je jedna z částí nedostupná.